# Kraśnik
Kraśnik este un oraș în Polonia. La începutul Primului Război Mondial a avut loc aici Bătălia de la Krasnik, în care s-au confruntat trupele Imperiului Austro-Ungar cu cele ale Imperiului Rus.